# Filipovac
Filipovac falu Horvátországban Pozsega-Szlavónia megyében. Közigazgatásilag Lipikhez tartozik.

## Fekvése
Pozsegától légvonalban 40, közúton 52 km-re északnyugatra, községközpontjától légvonalban és közúton 1 km-re északkeletre, Nyugat-Szlavóniában, a Pakra jobb partján fekszik. Északról Prekopakra, nyugatról Klisa, délről Lipik határolja. 

## Története
A 19. század második felében keletkezett a pakráci uradalom területén a Jankovich család birtokán, akik magyar és német telepeseket hozattak ide az uradalom földjeinek megművelésére. A század végén Olaszország északkeleti részéről, főként a Dolomitok alatt fekvő Belluno környékéről olasz családok települtek be. A településnek 1880-ban 74, 1910-ben 403 lakosa volt. 1910-ben a népszámlálás adati szerint lakosságának 43%-a német, 21%-a olasz, 18%-a magyar, 10%-a horvát, 5%-a cseh anyanyelvű volt. Pozsega vármegye Pakráci járásának része volt. Az első világháború után 1918-ban az új szerb-horvát-szlovén állam, majd később (1929-ben) Jugoszlávia része lett. 1991-ben lakosságának 57%-a horvát, 15%-a olasz, 10%-a szerb, 6%-a jugoszláv, 5%-a cseh nemzetiségű volt. A délszláv háború idején 1991 novemberében és decemberében súlyos csaták folytak itt a Lipik és Pakrác felszabadítására irányuló harcokban. Lipiket december 6-án szabadították fel a horvát erők. 2011-ben 373 lakosa volt.

## Lakossága
| Lakosság változása | Lakosság változása | Lakosság változása | Lakosság változása | Lakosság változása | Lakosság változása | Lakosság változása | Lakosság változása | Lakosság változása | Lakosság változása | Lakosság változása | Lakosság változása | Lakosság változása | Lakosság változása | Lakosság változása | Lakosság változása |
| ------------------ | ------------------ | ------------------ | ------------------ | ------------------ | ------------------ | ------------------ | ------------------ | ------------------ | ------------------ | ------------------ | ------------------ | ------------------ | ------------------ | ------------------ | ------------------ |
| 1857               | 1869               | 1880               | 1890               | 1900               | 1910               | 1921               | 1931               | 1948               | 1953               | 1961               | 1971               | 1981               | 1991               | 2001               | 2011               |
| 0                  | 0                  | 74                 | 267                | 363                | 403                | 389                | 350                | 349                | 395                | 437                | 482                | 521                | 493                | 418                | 373                |

## Nevezetességei
A Szent Megváltó tiszteletére szentelt római katolikus kápolnáját a 19. század végén, vagy a 20. század elején építették. A délszláv háború során 1991 őszén a megszálló szerb erők súlyosan megrongálták. Ma teljesen felújítva áll a település központjában.

## Gazdaság
A pakráci vállalkozó Lavoslav Šrenger 1886-ban tégla és cserépgyár építésébe kezdett a településen, melyet 1897-ben és 1906-ban bővített. Ezzel vette kezdetét a tégla és cserépgyártás helyi hagyománya.

## Oktatás
A helyi tanulók a lipiki elemi iskolát látogatják.

## Egyesületek
A település önkéntes tűzoltóegyletét 1940. február 18-án 32 taggal alapították. Ma 39 aktív tagot számlál.